# Fenghuang (Xiangxi)

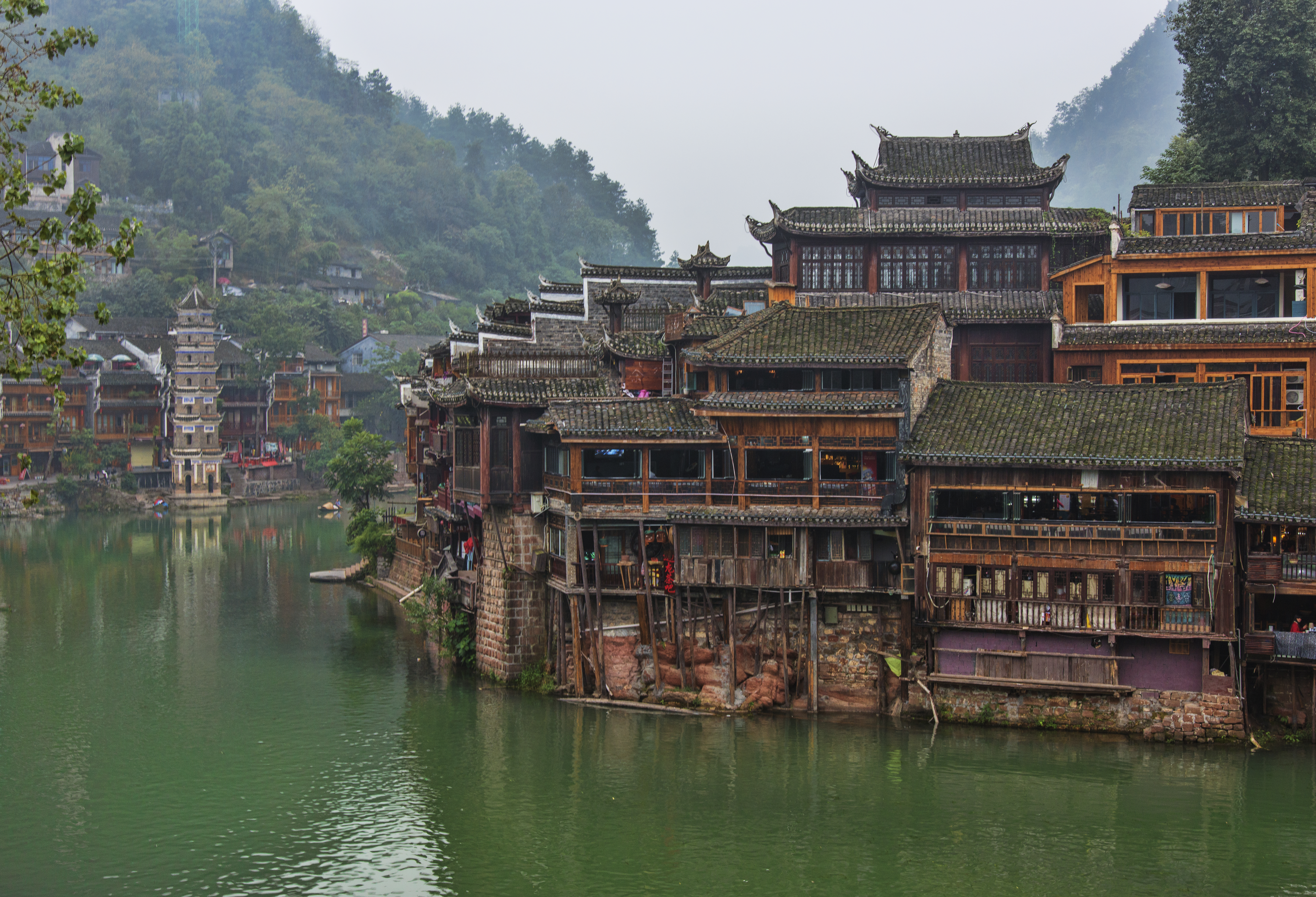
Altstadt von Fenghuang

Der Kreis Fenghuang (chinesisch 凤凰县, Pinyin Fènghuáng Xiàn) ist ein Kreis des Autonomen Bezirks Xiangxi der Volksgruppen der Tujia und Miao im Nordwesten der chinesischen Provinz Hunan. Die Fläche beträgt 1.751 Quadratkilometer und die Einwohnerzahl 339.700 (Stand: Ende 2018).
Die Alte Festung im Kreis Fenghuang (Fenghuang guchengbao 凤凰古城堡) - die auch die alte befestigte Stadt Huangsiqiao (黄丝桥古城), die alte Festung Shujiatang (舒家塘古堡寨), Abschnitte der Miaojiang-Grenzmauer und weitere alte befestigte Orte und Verteidigungsanlagen umfasst - steht seit 2006 auf der Liste der Denkmäler der Volksrepublik China (6-678).

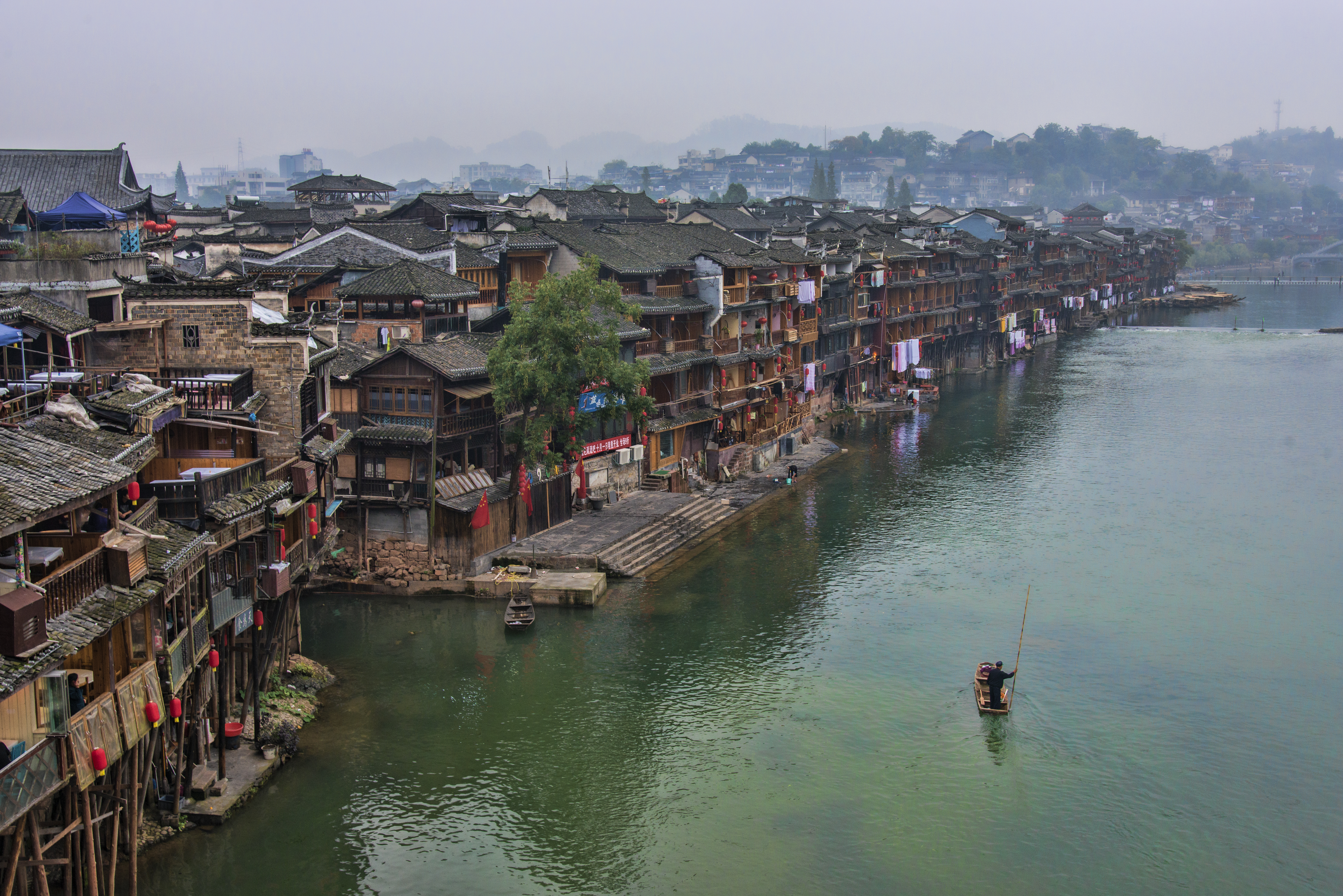
Altstadt von Fenghuang